# Wąwóz Kurtaliotiko

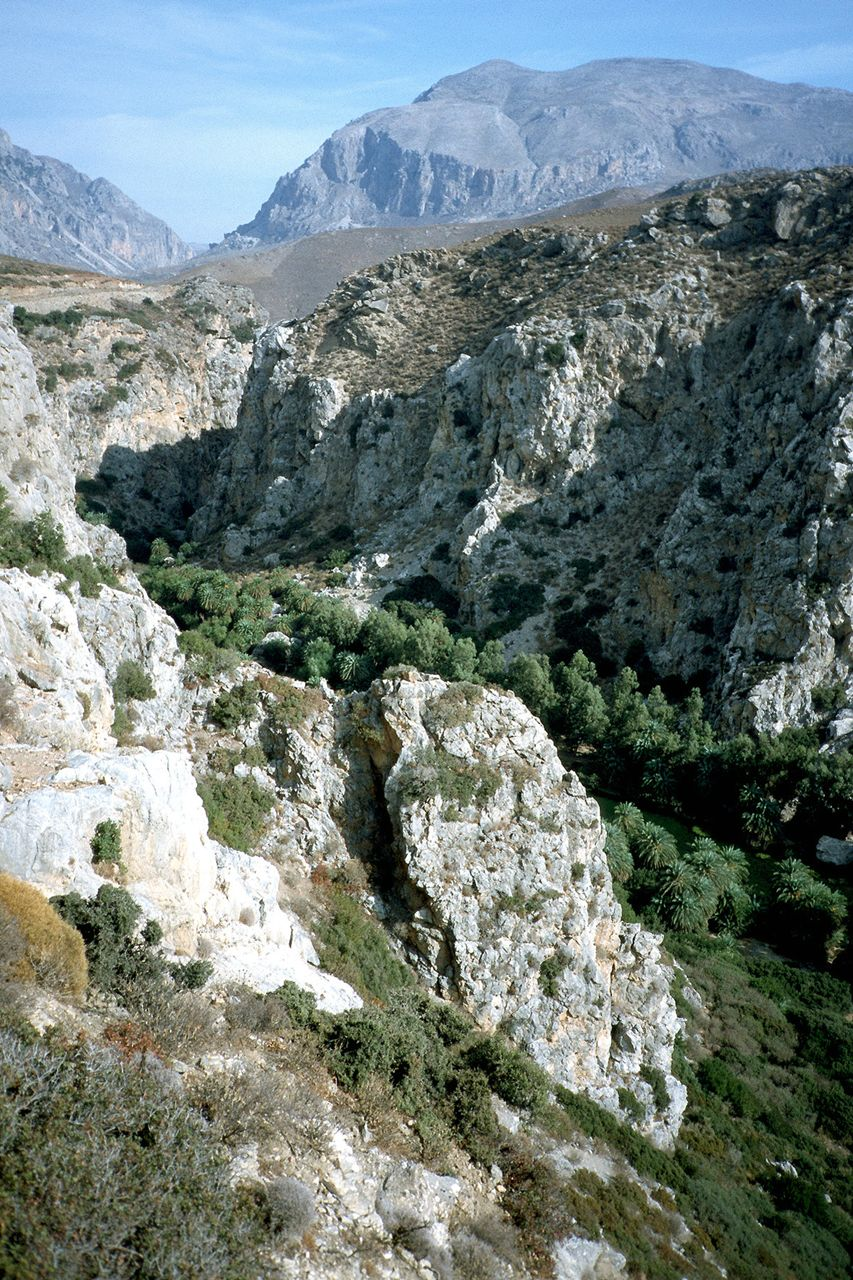
Wąwóz Kurtaliotiko

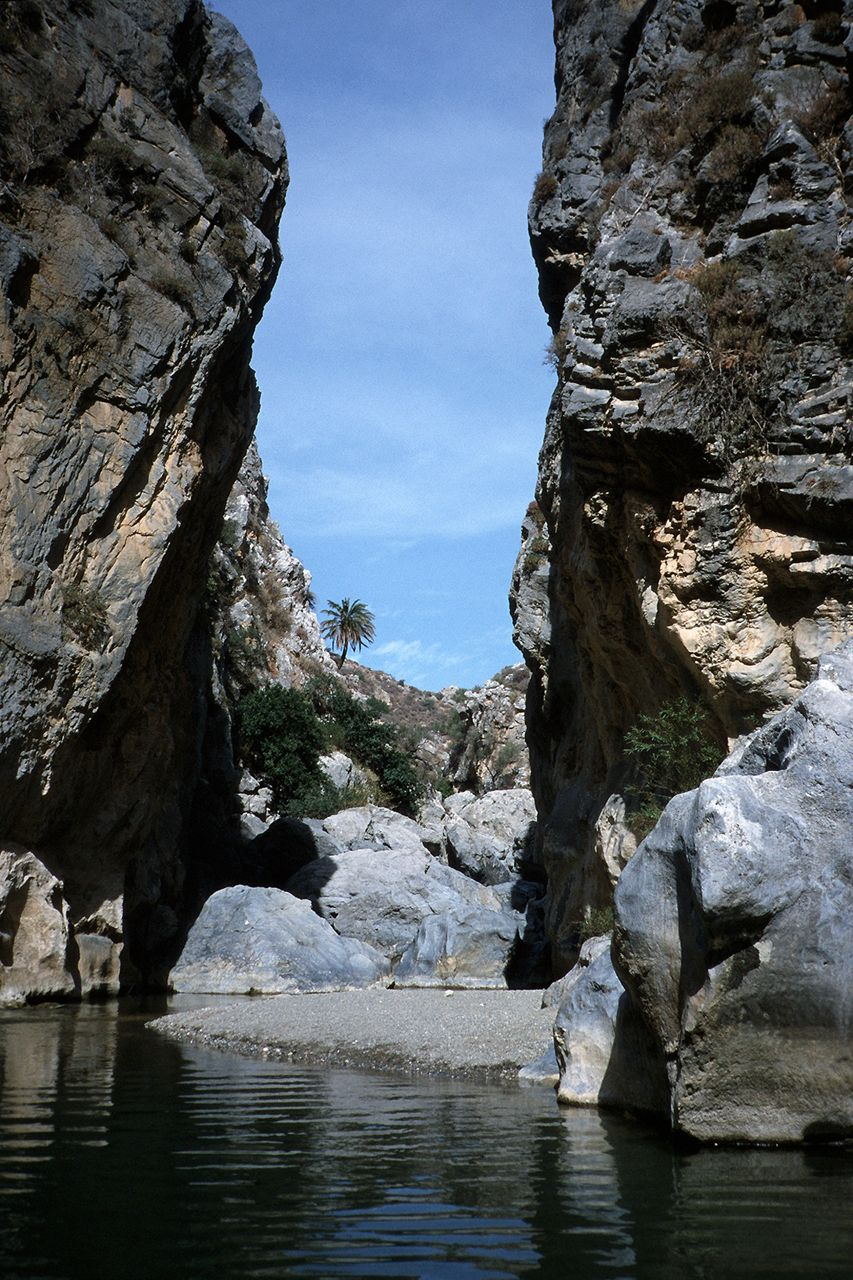
Wąwóz Kurtaliotiko

Wąwóz Kurtaliotiko (gr. Κουρταλιώτικο Φαράγγι, Kurtaliotiko Farangi), zwany też Wąwozem Asomatos – wąwóz położony w południowo-wschodniej części Krety, utworzony przez rzekę Megalopotamos, przeciskającą się pomiędzy górami Kurupa i Ksiron.
Wąwóz rozpoczyna się we wsi Koksare, a kończy w Plakias. Wąwóz jest ważnym miejscem lęgowym sępa płowego.